# Dodge Caliber
La Dodge Caliber è un crossover SUV/berlina 2 volumi di classe compatta, entrato in produzione a partire dal 2006 nel mercato americano, e a partire dall'anno successivo anche in quello europeo. Fino al 2009 ne è stata anche prodotta una versione ad alte prestazioni, la Caliber SRT-4. La commercializzazione in Europa è terminata con il Model Year 2010, mentre negli Stati Uniti la produzione è terminata alla fine del 2011 e la commercializzazione nel 2012.

## Profilo e contesto

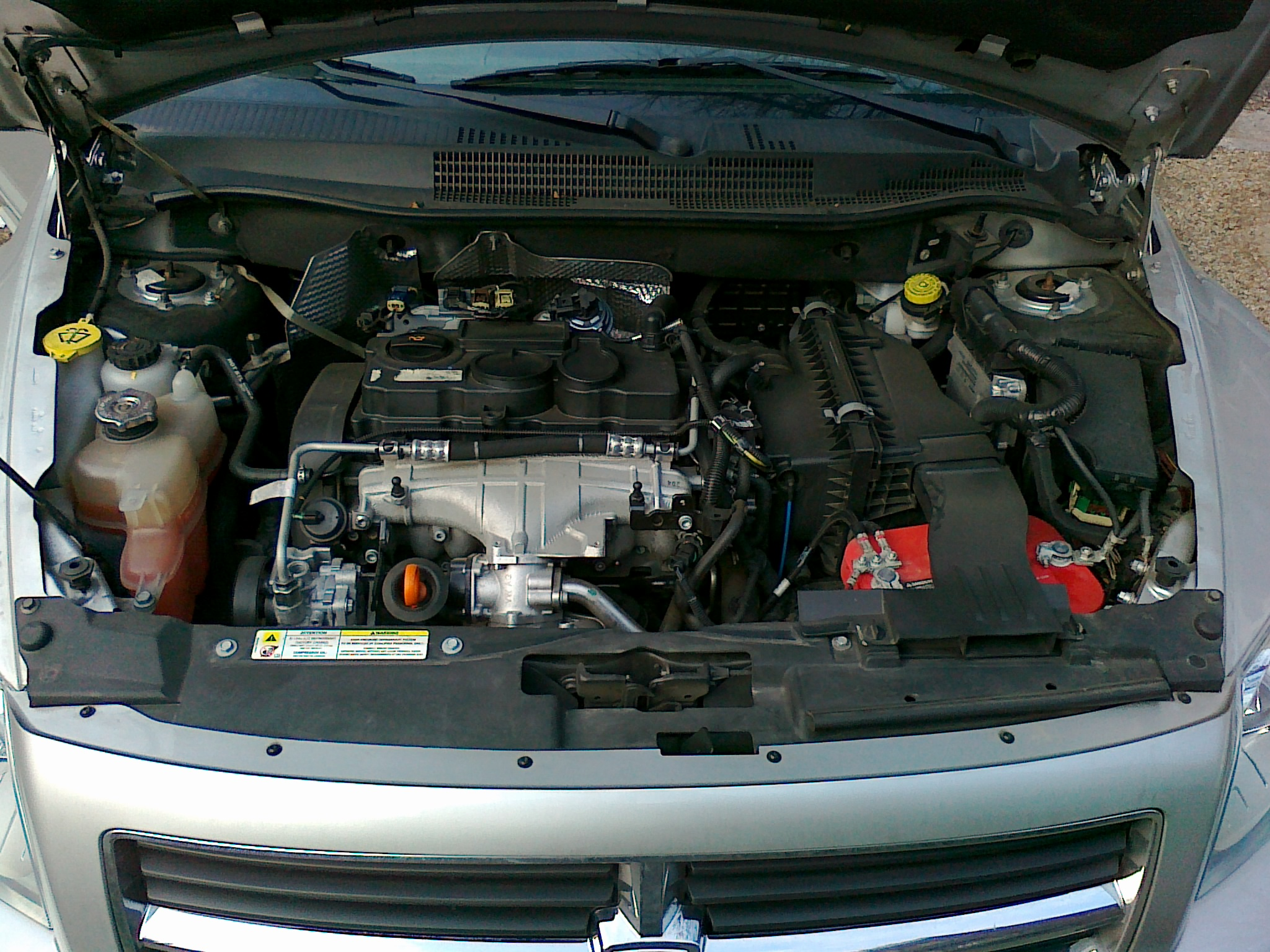
Vano motore di una Caliber 2.0 CRD del 2007

Presentato come concept car in anteprima al salone dell'automobile di Ginevra del 2005, è basato sul pianale Mitsubishi/Chrysler GS/JS. Il debutto ufficiale risale al salone dell'automobile di Detroit del 2006 con inizio della produzione nello stabilimento di Belvidere nei primi mesi dell'anno, sostituendo nel listino la Neon.
Lungo poco meno di 4 metri e mezzo, veniva proposto in Italia con tre differenti motorizzazioni, due a benzina di 1,8 litri e 2,0 litri con cambio automatico a variazione continua di tipo dual VVT di derivazione Mitsubishi, e una turbodiesel di 2,0 litri, denominata CRD, prodotta dalla Volkswagen (si tratta in effetti del TDI iniettore-pompa, di cilindrata 1968 cm³, che esprimeva una potenza massima di 140 CV a 4000 giri/min e una coppia massima di 310 Nm a 2500 giri/min), abbinata a un cambio manuale Getrag a 6 marce. La versione turbodiesel, che a partire dal Model Year 2008 fu dotata di serie del filtro antiparticolato DPF, era omologata EURO 4 e non fu mai commercializzata negli Stati Uniti. Nella versione standard era dotata di trazione anteriore.
Il top della gamma denominato SXT presentava due distinti allestimenti: SXT Sport, allestimento con cerchi in lega di alluminio da 18 pollici e 478 watt di impianto stereo di derivazione Alpine con casse Boston Acoustic, e SXT Leather con selleria in pelle di colore nero, cerchi in lega di alluminio da 17 pollici.
La versione più sportiva, denominata SRT-4, era equipaggiata con un propulsore da 2,4 litri che erogava 285 CV e di un cambio manuale a 6 rapporti mentre l'ultima versione era la R/T, unica che poteva essere equipaggiata anche con trazione integrale e che era abbinata a un propulsore da 2,4 litri di cilindrata erogante 172 CV.
Sul mercato statunitense la Caliber ha registrato oltre 400.000 immatricolazioni prima di essere sostituita dalla Dart.